# Каменки (Богородський район)
Каменки (рос. Каменки) — село в Богородському районі Нижньогородської області Російської Федерації.
Населення становить 1903 особи. Входить до складу муніципального утворення Каменська сільрада.

## Історія
Від 2004 року входить до складу муніципального утворення Каменська сільрада.

## Населення
| 1999 | 2002  | 2010  |
| ---- | ----- | ----- |
| 1873 | ↗1897 | ↗1903 |